# Élie Marie Pierron
Pour les articles homonymes, voir Pierron.
Élie Marie Pierron, né le 4 septembre 1732 à Amiens et mort le 30 mai 1800 à Paris, est un général de division de la Révolution française.

## États de service
Il entre en service le 13 mai 1748 comme sous-lieutenant au régiment de Vermandois, et il est réformé en 1749. Le 18 février 1752, il est lieutenant à la suite du régiment de Bourbonnais et il intègre l’école du génie de Mézières en 1753. Ingénieur en 1754, il est employé à l'équipage du Havre en 1756. Il sert à Minden en 1759, sur le Rhin en 1761 et 1762, et il est nommé ingénieur en chef en 1774. Major le 1er janvier 1777, lieutenant-colonel sous-brigadier le 8 avril 1779, il devient sous-directeur à Marseille en 1787.
Il est nommé colonel le 19 octobre 1788, et le 1er janvier 1791, il est directeur du génie à Sète. Il est promu général de brigade inspecteur des fortifications le 1er janvier 1794, et général de division inspecteur général des fortifications le 13 juin 1795. Il est mis en congé de réforme le 16 janvier 1800, en raison de son âge, et il cesse ses fonctions le 21 janvier 1800.
Il meurt le 30 mai suivant à Paris.

## Sources
- (en) « Generals Who Served in the French Army during the Period 1789 - 1814: Eberle to Exelmans »
- Thierry Pouliquen, « Les généraux français et étrangers ayant servis [sic] dans la Grande Armée » (consulté le 28 septembre 2014)
- Arthur Chuquet, Ordres et apostilles de Napoléon (1799-1815), paris, librairie ancienne Honoré Champion, 1911, p. 48
- (pl) « Napoléon.org.pl »
- Georges Six, Dictionnaire biographique des généraux & amiraux français de la Révolution et de l'Empire (1792-1814), Paris : Librairie G. Saffroy, 1934, 2 vol., p. 312-313